# 中島千歩
中島 千歩（なかじま ちほ、2000年5月9日 - ）は、秋田朝日放送のアナウンサー

## 来歴
- 京都府京都市生まれ。立命館宇治中学校在学中に「ジュニア京都観光大使」に任命される。
- 慶應義塾大学を卒業後の2023年、秋田朝日放送に入社した。

## 出演番組
太字は、現在出演中。
- サタナビっ!　-　MC（2024年4月6日 - )
- eスポーツバラエティ ゆるe〜学園（2024年4月5日 - ）
- KICK OF AKITA - MC